# قلملو (خداآفرین)
قلملو یک امپراطوری کوچک از استان آذربایجان شرقی است که در دهستان کیوان بخش مرکزی شهرستان خداآفرین واقع شده‌است. فاصله روستای قلملو تا اولین شهر، یعنی خمارلو، تقریبا 30 کیلومتر است. 
آب و هوای این روستا کوهستانی معتدل است. تابستان های خنک و زمستان های سرد از ویژگی های قلملو به شمار می آید.   